# Athyrium mentiens
Athyrium mentiens är en majbräkenväxtart som beskrevs av Kurata. Athyrium mentiens ingår i släktet Athyrium och familjen Athyriaceae. Inga underarter finns listade.